# Gottfried Rüdinger
Gottfried Rüdinger (Lindau, 23 d'agost de 1886 - 17 de gener de 1946) fou un compositor alemany.
Estudià filosofia i teologia en la Universitat de Múnic i música en el Conservatori de Leipzig, on fou deixeble de Max Reger. Després s'establí a Múnic dedicant-se per complet a la composició.
Les seves obres principals són: Märchenstunde; 8 peces per a piano; 5 cors a quatre parts; peces vocals amb acompanyament de piano; cinc cors a quatre parts per a veus de dones; 1 Serenata romàntica, i 1 simfonia per a violoncel i orquestra.
Probablement va morir a Múnic.